# Adriano Vignoli
Pour les articles homonymes, voir Vignoli.
Adriano Vignoli, né le 11 décembre 1907 à Sasso Marconi, dans la province de Bologne, en Émilie-Romagne, et mort le 16 juin 1996 dans la même ville, est un coureur cycliste italien.

## Biographie
Professionnel de 1934 à 1940 et en 1947, Adriano Vignoli a remporté une étape du Tour de France et une du Tour d'Italie 1934, ses deux seules victoires chez les professionnels.

## Palmarès

### Palmarès amateur
- 1931
  - Giro del Piave
- 1933
  - 2e de la Coppa Appennino
  - 3e de Bassano-Monte Grappa

### Palmarès professionnel
- 1934
  - 7e étape du Tour d'Italie
  - 16e étape du Tour de France
  - 3e du Tour de Toscane
  - 8e du Tour d'Italie
- 1936
  - 5e de Milan-San Remo
- 1937
  - 2e du Tour d'Émilie
  - 3e de Milan-Mantoue
  - 8e du Tour de Lombardie
  - 10e du Tour d'Italie
- 1938
  - 9e de Milan-San Remo
- 1939
  - 3e du Tour de Vénétie
  - 9e de Milan-San Remo

## Résultats sur les grands tours

### Tour de France
2 participations
- 1934 : 15e, vainqueur de la 7e étape
- 1935 : abandon (7e étape)

### Tour d'Italie
5 participations
- 1934 : 8e, vainqueur de la 16e étape
- 1936 : abandon (13e étape)
- 1937 : 10e
- 1939 : 28e
- 1940 : 14e